# Theridion hermonense
Theridion hermonense là một loài nhện trong họ Theridiidae.
Loài này thuộc chi Theridion. Theridion hermonense được Gershom Levy miêu tả năm 1991.